# Kowtuny (obwód połtawski)
Kowtuny (ukr. Ковтуни) – wieś na Ukrainie, w obwodzie połtawskim, w rejonie łubieńskim, w hromadzie Chorol. W 2001 liczyła 138 mieszkańców.